# All India Forward Bloc
L'All India Forward Bloc (AIFB, o più semplicemente Forward Bloc, FB) è un partito politico indiano di sinistra.
L'AIFB si ispira ai valori del socialismo e registra consensi soprattutto nel Bengala Occidentale ma a livello nazionale non ha mai ottenuto più di due o tre seggi. Alle elezioni parlamentari del 1951 ottenne un solo seggio: l'unico suo rappresentante fu M. D. Ramasami, eletto nell'allora stato di Madras.